# Variable Range Marker
Ein Variable Range Marker (VRM) (variabler Messring) ist ein Messring auf einem Radarbildschirm. Im Mittelpunkt des Rings liegt auch der Mittelpunkt des Bildschirmes. Der Messring kann stufenlos um die Mitte vergrößert und verkleinert werden. Der Abstand zwischen der Mitte und dem Messring wird automatisch in sm angezeigt, so dass wenn man den VRM auf ein Objekt im Bildschirm legt der Abstand zum eigenen Radar angezeigt wird. 